# Гордо, Жерар
Жерар Гордо (нидерл. Gerard Gordeau; род. 30 марта 1956 года, Гаага, Нидерланды) — нидерландский спортсмен, многократный чемпион страны по кёкусинкай карате, чемпион мира и Европы по савату, участник первого в истории боя по версии UFC. Ученик Йохана Воса. Прозвище «Могильщик из ада».

## Биография

### Выступление в UFC
Первый турнир в истории промоушена прошел в Денвере 12 ноября 1993 года. В нем принимали участие представители разных бойцовских школ: сумо, бокса, борьбы, бразильского джиу-джитсу, тхэквондо, савата и др. В сетке турнира было восемь претендентов. В соревновании не было предусмотрено весовых категорий. Раунд длился пять минут. Согласно правилам их количество не было ограничено. Бой мог быть остановлен только после сдачи одного из бойцов или нокаута. Победителю турнира должны были достаться призовые в размере 50 000 долларов. Жерар в тот момент тренировался в одном зале с Эрнесто Хостом, но позволить себе привезти чемпиона К-1 организаторы не смогли и ограничились приглашением более скромного одноклубника, который на тот момент работал охранником сутенеров и порнозвезд.
Соревнования открывал поединок между Гордо и представителем сумо — Дейлом Туле с Гавайских островов. Жерар был одет в белые штаны, а оппонент в подобие племенной юбки. Бой длился тридцать секунд. Нидерландский кикбоксер нанес Туле удар правой ногой в голову и выбил несколько зубов. Один из них полетел в комментатора поединка Кэти Лонг — жену Джона МакКарти, а еще два застряли в ноге Гордо. После Жерар нанес правый апперкот и гаваец упал на канвас. Позднее оказалось что у нидерландского спортсмена было сломано несколько костяшек на кулаке после этого удара. На первом в истории UFC турнире бойцы не использовали перчаток.
Следующим соперником Жерара в тот день был Кевин Розье. Оба бойца представляли кикбоксинг. Розье был измотан после первого боя с Зейном Фрейзером. Гордо активно атаковал своего соперника джебами и лоукиками. В результате одного из попаданий Розье осел у клетки. Гордо добил соперника ногами и локтем, после чего секундантами было выброшено белое полотенце. В финале голландца ждал Ройс Грейси — представитель бразильского джиу-джитсу. К тому моменту у Жерара была повреждена вторая рука, и он держал обе конечности в ведре со льдом. В начале поединка бразилец подсек Гордо и залез сверху. Жерар укусил за ухо Ройса. Тот сумел вырвать его из челюсти нидерландца и провести удушающий прием. Так Грейси стал первым чемпионом с истории UFC.
Гордо был зол на семью Грейси, так как считал что должен был встретиться с Ройсом в четвертьфинале, но благодаря манипуляциям их развели в турнирной сетке. По мнению голландца бразильцы услышали о его жестокости от японских журналистов и попытались избежать встречи на ранней стадии соревнования.
На втором по счету турнире UFC в 1994 году Гордо прилетел в качестве выводящего секунданта.

### Выступление на турнире по вале-тудо
Через два года после выступления в Денвере Жерар отправился в Японию на турнир по вале-тудо. Во время поединка с Юки Накаи Гордо попытался выдавить ему глаз. Японец вытерпел и победил в том бою, сделав Жерару хилхук в четвертом раунде. Накаи выиграл следующий бой в том турнире, но навсегда закончил выступления в единоборствах, ослепнув на один глаз.

### Выступление в других промоушенах
13 августа 1988 года Гордо бился на глазах 12 000 зрителей с японцем Акирой Маедой в Токио по версии UWF. Специальный бой проходил по правилам «борец против кикбоксера». Гордо проиграл в четвертом раунде болевым приемом.

#### Выступление вреслинге
В промоушене RINGS он бился с японцами Масааке Сатаке и Митсуи Нагаи. Последнего Гордо победил на 37 секунде боя (07.12.1991). В поединке с Сатаке нидерландца дисквалифицировали (01.25.1992).
В 1995 году Гордо выступает в турнире Battle 7 в Японии, где проигрывает Антонио Иноки.
С 1998 по 1999 год он трижды бился по версии UFO. С 2001 по 2010 Гордо провел 9 боев по версии ZERO-ONE, в 6 из которых одержал победу. Также в 2005 он проиграл на турнире BML Illusion.

### Тренерская деятельность
Гордо тренирует с 1985 года. Жерар вместе со своими братьями Ником и Элом владеет залом «Камакура» в Гааге. Камакура — это историческая эпоха в Японии с 1185-го по 1333 г., когда боевые искусства достигли своего наибольшего развития в этой стране. Ее название было взято у одноименного города, который был столицей первого сёгуната. Основными качествами сёгунов эпохи Камакура были: дипломатия, упорство и терпение. Именно эти понятия стали девизом додзе Гордо. За время существования зала в нем тренировались многие профессиональные спортсмены: Андре Маннаарт, Даниэль Гита, Мурад Бузиди, Фудзита, Эд де Кройф, Кимо, Пардуэл. Большинство нидерландских коллег Гордо, которые изначально занимались кекусинкай, перестали преподавать свой базовый вид спорта после достижения успехов в муай-тай, кикбоксинге и смешанных единоборствах (речь о Ян Плас, Том Харринк, Люсьен Карбин, Йохан Вос). В зале Камакура несмотря ни на что остается две профильные дисциплины — кекусинкай и кикбоксиг. С 1991 проводится ежегодный по правилам камакура-киокушин. В нем участвовали и побеждали многие известные спортсмены: Дэвид Питкхол, Гилберт Айвел, Игорь Пеплов, Родни Фаверус, Сергей Осипов, Феликс Нтумаза, Василий Худяков, Максим Дедик, Виктор Тексейра, Канан Юрулмаз.
Гордо много ездит по миру с обучающими семинарами.

### Титулы и достижения
- Восьмикратный чемпион Нидерландов по кекусинкай
- Чемпион мира по сейдокайкан карате (1994)
- Участник трех мировых чемпионатов (1979, 1983, 1987)
- Чемпион мира по сават в тяжелом весе (1991)
- Трехкратный чемпион Европы по сават
- Чемпионом «Токио Доума» по К-1
- Чемпион стадиона Рачадамнен по муай-тай (1993)
- 10-й дан по джиу-джитсу
- 9-й дан киокушин будокай
- Высшая мастерская степень в сават
- 7-дан Сей Будо Кай
- 4 дан Ояма-каратэ
- Жерар Гордо побеждал по правилам киокушинкай карате Энди Хуга и Дольфа Лундгрена[4][18].

### Видео
- UFC 1׃ Начало UFC Russia
- Видео боя Гордо против Тули Game Over
- Видео боя Гордо и Накаи SkemeKOS
- Выступление Гордо по кёкусинкай карате Huibert de Jong
- Выступление Гордо в BML Illusion BigMouth LOUD
- Гордо по сават INTERNATIONAL BUDOKAI